# Amigos de Garcia Productions
Amigos de Garcia Productions è una casa di produzione televisiva diretta da Greg Garcia (non a caso il nome dell'azienda porta il suo cognome).

## Pubblicità
La pubblicità della Amigos de Garcia Productions può essere vista alla fine di ogni episodio di My Name Is Earl, Aiutami Hope! e Yes, Dear, nella quale compare una foto di una persona con addosso un sombrero che dice "Thanks for watching" (tradotto: grazie per la visione). Le persone mostrate sono sempre diverse e non sono mai la stessa.

## Serie televisive prodotte
- Prima o poi divorzio! (2000 - 2006)
- My Name Is Earl (2005 - 2009)
- Aiutami Hope! (2010 - 2014)
- The Millers (2013 - )